# Mondriaanmonument
Het Mondriaanmonument is een monument in Winterswijk, genaamd 'Always Boogie Woogie'. Het memoreert het feit dat de Nederlandse kunstschilder Piet Mondriaan van 1880 tot 1892 in Winterswijk opgroeide. In 2006 is bij de gerestaureerde Tricotfabriek dit beeld geplaatst, gemaakt door het kunstenaarsduo Dedden & Keizer (Albert Dedden en Paul Keizer) uit Deventer.

## Eerbetoon
Het Mondriaanmonument is een initiatief van de gemeente Winterswijk, het is een eerbetoon aan de kunstenaar. Van het beeld is de ontwikkeling van Mondriaan af te lezen, ook wordt zijn relatie met Winterswijk zichtbaar gemaakt en bovendien is de afbeelding van de kunstenaar zelf in het monument verwerkt. Zo wilde het gemeentebestuur het graag.

## Uitdrukking
Het beeld bestaat uit een grote kunststofwand die in het groen is geplaatst. De wand is doorsneden met groeven; een uitgediept reliëf. Het lijnenspel op de ene kant van de wand is gebaseerd op een vroege schets van Mondriaan van een boom die eens bij de  Sint Jacobskerk in Winterswijk stond. Op de andere kant verwijst het reliëf naar Compositie met rood en zwart, een schilderij uit zijn latere periode.
Op deze kant van de wand is een man, zittend op een stoel, in het reliëf geplaatst. Dit is een figuratie van Mondriaan, gemodelleerd naar een bekende foto. Het geeft een beeld van de kunstenaar aan het werk. Niet met een kwast in de weer, maar observerend. Kijkend naar de wereld en naar zijn werk, overdenkend en beschouwend, zoekende naar een perfecte ordening, een ultieme compositie. Het is dit beeld van de kunstenaar dat uit zijn werk naar voren komt en hier zichtbaar is gemaakt.
Op een bijzondere manier is de vorm van de bril van de kunstenaar in het hoofd geïntegreerd. De positie van het hoofd maakt voor een toeschouwer die dichtbij staat dat deze als het ware wordt uitgenodigd om met Mondriaan mee te kijken. Om aan te geven dat Mondriaan onlosmakelijk met zijn werk is verbonden is hij midden in het beeld geplaatst, enigszins verheven, als op een ereplaats. Het totaal van wand en figuur is één naadloos geheel.

## Materiaal
De uitvoering van gladde, glanzende kunststof in monochroom wit versterkt de indruk van eenheid nog. Er is, los van de vorm, geen onderscheid. Het één komt uit het ander voort. Als in de avond alle kleur uit de wereld verdwijnt, lichten in het monument de typische 'Mondriaan'-kleuren op. In de zijkanten van de wand is een smalle lichtlijst verwerkt.
Het werk is uitgevoerd in een vezelversterkte kunststof, (glasvezel met polyester), afgewerkt met een glanzende polyurethaan topcoating. De afmetingen zijn: hoogte 3,5 meter x breedte 4,0 meter x diepte 0,8 meter. Voor de figuur van Mondriaan: hoogte 1,6 meter x breedte 1,0 meter.